# زشت و زیبا
زشت و زیبا فیلمی به کارگردانی و نویسندگی احمدرضا معتمدی محصول سال ۱۳۷۷ است.

## خلاصه داستان
ترخان بای به منظور گذراندن گنجینه خود از کویر سردار تاتار خود را مأمور این کار می‌کند، سردار که قصد ربودن گنجینه را داشت موضوع را با سارق در میان می‌گذارد ولی سارق نیز به تنهایی گنجینه را ربوده و پس از پناه بردن به قلعه، مورد استقبال خاتون دختر صاحب قلعه قرار می‌گیرد. روز بعد سارق در صدد فرار برمی آید ولی پس از مواجهه با تاتارها از رفتن بازمانده و همزاد مجنون خاتون با انداختن خرقه یک صوفی بر دوش سارق او را به هیئت مردی مقدس درمی‌آورد. سارق سکه‌ها (گنجینه) را بین مردم تقسیم می‌کند و مردم برای طلب شفاعت نزد او می‌آیند. ایلچی بیگ و سرکرده تاتار پی به یک ماجرا برده و از پیر فرزانه شهر درخواست می‌کنند تا هویت واقعی سارق را برملا سازد. از طرفی ایلچی عاشق خاتون می‌شود ولی خاتون به او توجهی نمی‌کند ایلچی به سارق دشنه‌ای می‌دهد تا همزاد مجنون را اسیر کرده و نقاب از چهره او برمی‌دارد و متوجه می‌شود که او همان خاتون است سرانجام پیر فرزانه سارق را متواری ساخته و خود را به جای او به سرکرده تاتار تسلیم می‌کند.

## بازیگران
- سعید پورصمیمی
- گلچهره سجادیه
- مهدی فتحی
- اصغر همت
- بهمن زرین‌پور
- علی اصغر گرمسیری
- پانته‌آ بهرام
- محمدحسین قشمی
- محمدصدیق مرادزاده
- علی دهقان